# مرد ماه
مرد ماه یا ماه تنها (انگلیسی: Moon Man; چینی: 独行月球) یک فیلم کمدی علمی تخیلی محصول سال ۲۰۲۲ سینمای چین به نویسندگی و کارگردانی ژانگ چییو با بازی شن تنگ و ما لی است. این فیلم اقتباسی از سریال وب‌کمیک کره‌جنوبی، بنام ماه تو است. این فیلم داستان «آخرین انسان در جهان» را روایت می‌کند، یک فضانورد پس از اینکه در یک سیارک در زمین سقوط می‌کند، و زندگی روی زمین را از بین می‌برد، او خود را در ماه گرفتار می‌یابد.
این فیلم در ۲۹ ژوئیه ۲۰۲۲ در چین اکران شد. و بیش از ۴۶۰ میلیون دلار در سراسر جهان فروش داشت.

## داستان
پس از رها شدن غیرمنتظره، یک سیارک کره زمین نابود می‌شود و دوگویو آخرین فرد موجود است، که در کره ماه زندگی می‌کند.

## بازخورد
دوبان، یک سایت رتبه‌بندی رسانه‌های چینی، به این فیلم نمره ۶٫۸ از ۱۰ را داد. گردآورنده نقد راتن تومیتوز سه نقد از فیلم را فهرست کرده‌است که همه آنها مثبت هستند.